# Ani-jima
Ani-jima (jap. 兄島) ist eine japanische Insel der Chichijima-Inselkette, die Teil der Ogasawara-Inseln ist.

## Geographie
Ani-jima liegt zwischen den Inseln Otōto-jima (弟島) im Norden und der Insel Chichi-jima (父島) im Süden. Die Namen der Inseln leiten sich aus den japanischen Bezeichnungen für Familienmitglieder ab und spiegeln die jeweilige Größe wider. Die größte Insel wird als „Vater-Insel“ (Chichi-jima) bezeichnet, die nächstgröße als „Älterer-Bruder-Insel“ (Ani-jima) und die drittgrößte als „Jüngerer-Bruder-Insel“ (Otōto-jima). Ani-jima selbst hat eine Fläche von 7,87 km² bei einem Umfang von 23,3 km. Die Insel ist Teil des Ogasawara-Nationalparks. Die höchste Erhebung Ani-jima erreicht eine höhe von 253,9 m.
Auf den Ogasawara-Inseln herrscht ein mildes, subtropisches Klima. Ani-jima ist vulkanischen Ursprungs. Auf der Insel finden sich große Vorkommen an Boninit.

## Flora und Fauna
Die abgelegenen Ogasawara-Inseln weisen einige endemische Arten auf. So sind beispielsweise die Schneckenart Anijima katamaimai und die Käferart Cylindera bonina ausschließlich auf Ani-jima verbreitet. Auch andere seltene Schneckenarten leben auf der Insel. Die Ogasawara-Inseln sind von artenreichen Korallenriffen umgeben und in den Gewässern leben unter anderem Delfine (Indopazifische Große Tümmler) und Grüne Meeresschildkröten (Chelonia mydas mydas).

## Galerie

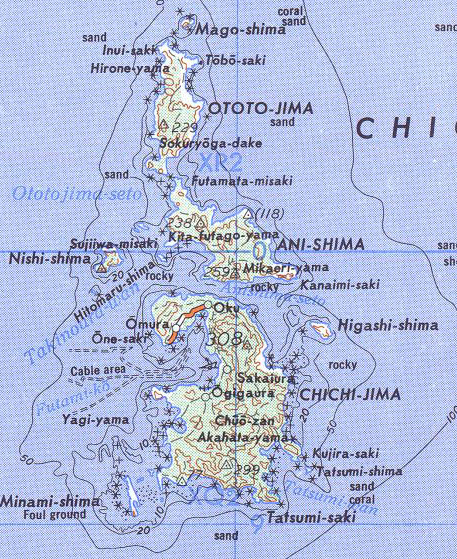
Chichijima-Inselkette
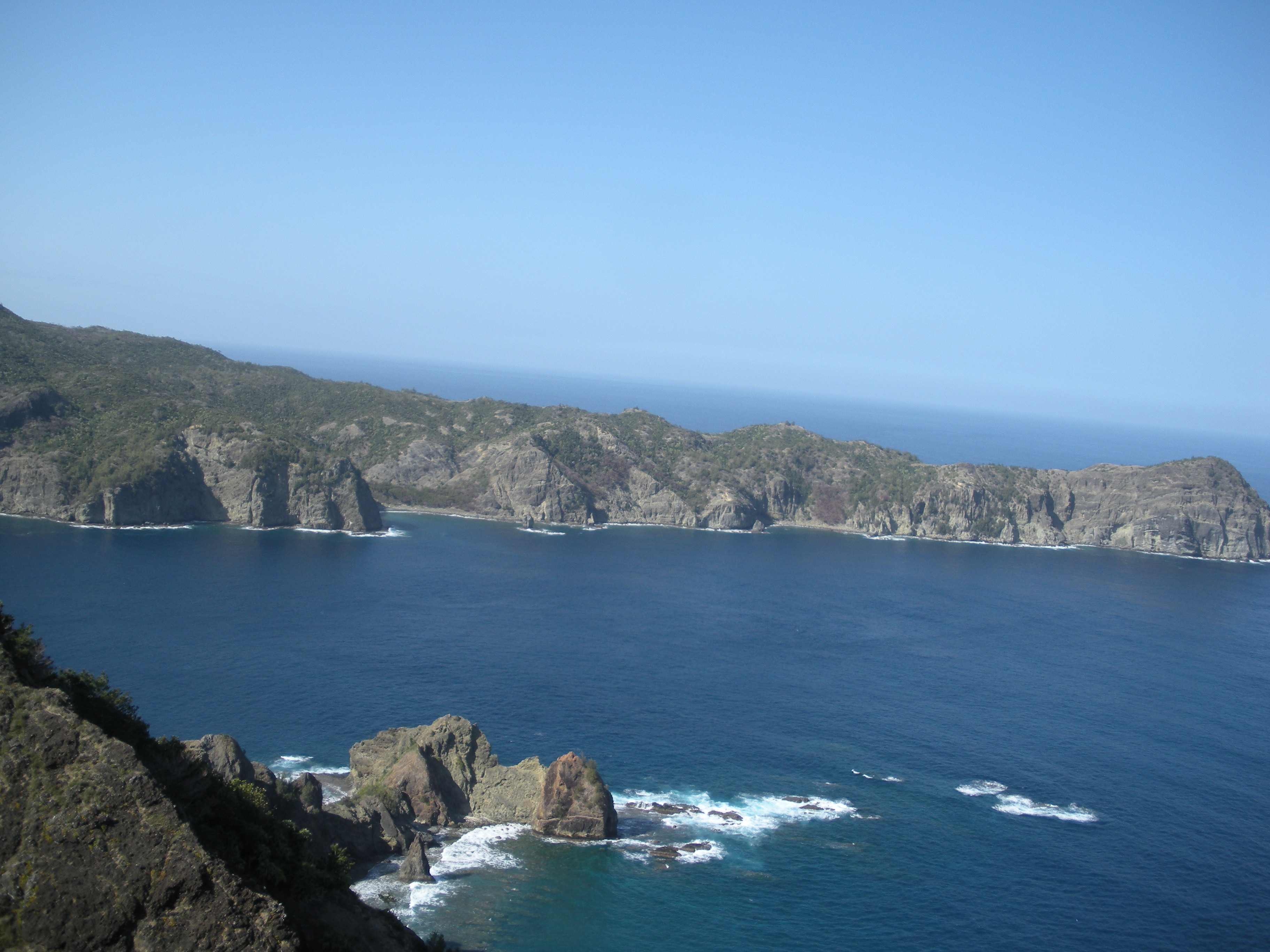
Küste von Ani-jima
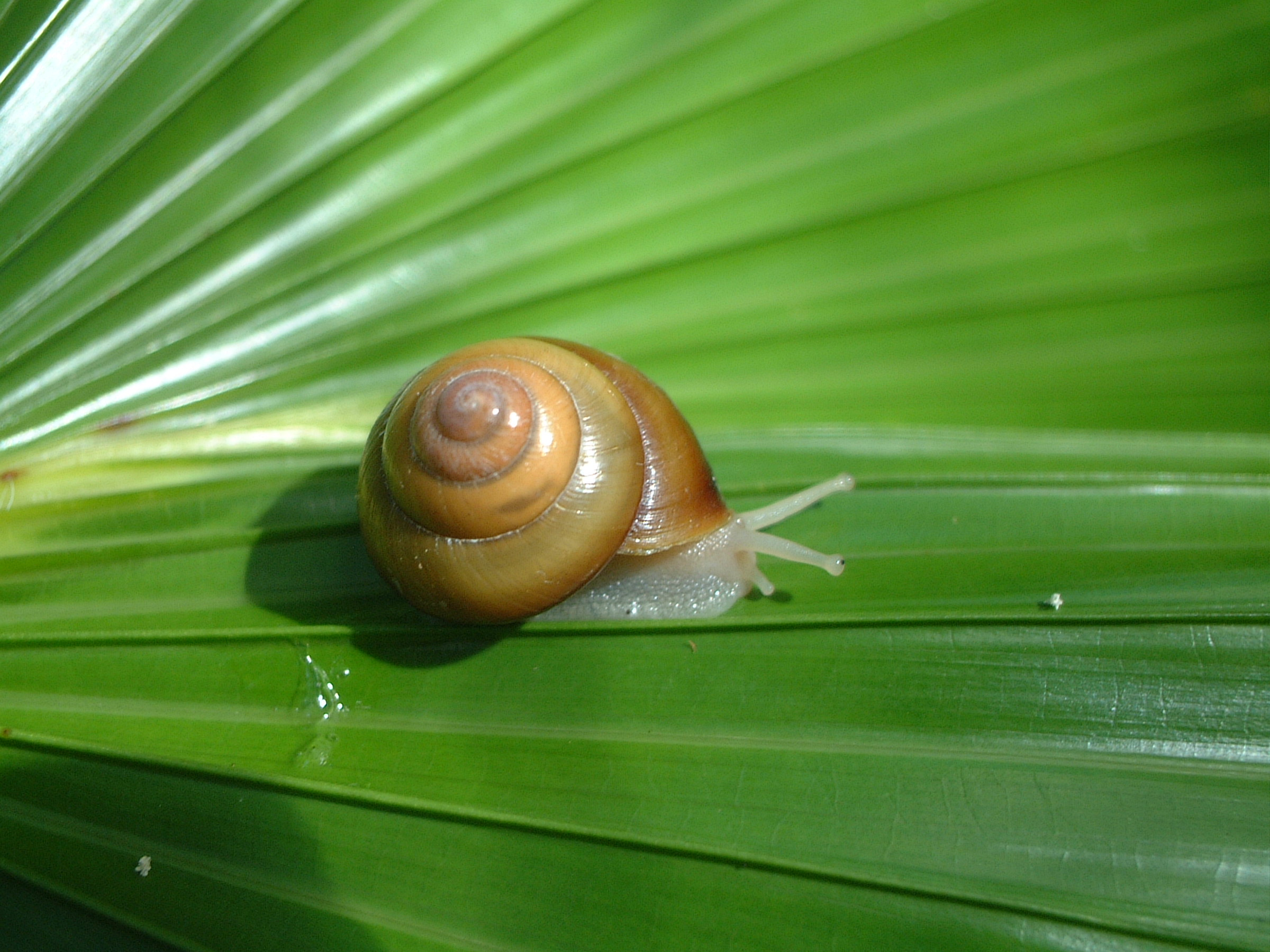
Mandarina suenoae auf Ani-jima
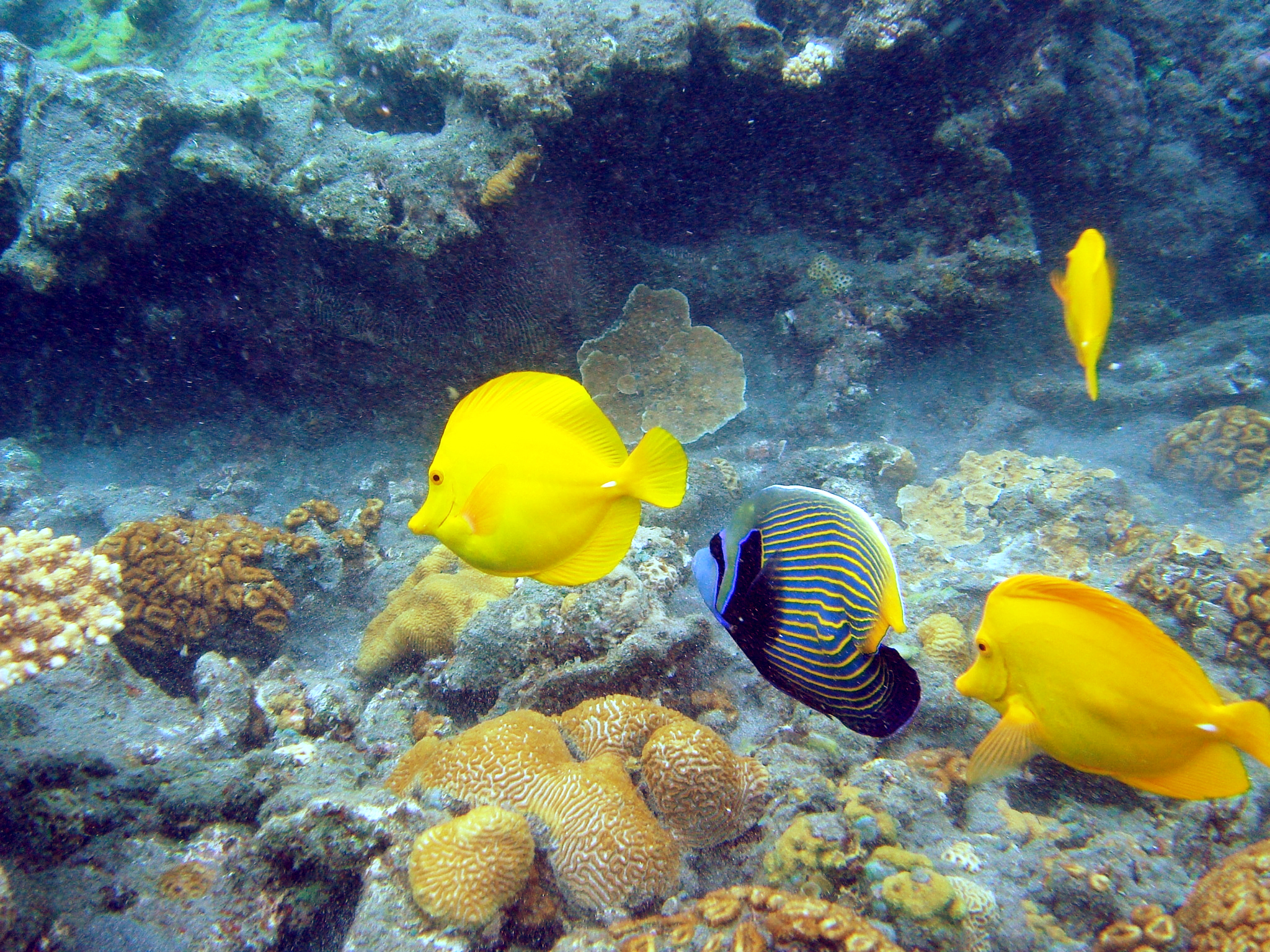
Fische vor der Insel Ani-jima